# Introduction à la littérature fantastique

Introduction à la littérature fantastique est un essai de Tzvetan Todorov. Daté de septembre 1968, il est publié en France en 1970.

## Composition de l'ouvrage
Le livre comporte dix chapitres :
1. Les genres littéraires [1];
2. Définition du fantastique [2];
3. L'étrange et le merveilleux [3];
4. La poésie et l'allégorie[4] ;
5. Le discours fantastique[5] ;
6. Les thèmes du fantastique : introduction[6] ;
7. Les thèmes du « je »[7] ;
8. Les thèmes du « tu » [8];
9. Les thèmes du fantastique : conclusion[9] ;
10. Littérature et fantastique[10].

## Résumé

### L'étrange et le merveilleux (chapitre 3)
- L'étrange

Lorsque le texte, en apparence surnaturel, débouche sur une interprétation rationnelle, dans laquelle ce sont les lois naturelles qui prédominent, il entre alors dans la catégorie de « l'étrange ». On trouve différents exemples de ce genre dans le roman noir où prévalent deux tendances : le « surnaturel expliqué » (chez Clara Reeve et Ann Radcliffe) ou celle du « surnaturel accepté » (ou du « merveilleux » chez Horace Walpole, Lewis et Maturin). « Dans l'étrange, on ramène l'inexplicable à des faits connus, à une expérience préalable et par là, au passé. »
Ce genre se retrouve dans la littérature d'horreur, dans les romans de Dostoïevski.
- Le merveilleux

Dans le cas du merveilleux, les événements ne provoquent aucune réaction particulière ni chez les personnages, ni chez le lecteur implicite. On lie souvent le merveilleux aux contes de fées, pourtant cette catégorie les dépasse largement.
Les Mille et Une Nuits devrait être caractérisé de conte merveilleux et non de conte de fées.
Le merveilleux hyperbolique : Les phénomènes sont surnaturels car les unités de mesure sont beaucoup plus grandes que celles que nous connaissons. Sinbad le marin, par exemple, affirme avoir vu des « poissons longs de cent et deux cents coudées ». Tout est exagérément décrit.
Le merveilleux exotique : On raconte des histoires de pays étrangers au lecteur. Pourtant, ces histoires ne sont pas vraisemblables. Le rhinocéros se bat avec l'éléphant et tombe aveuglé par son sang. Un roc (oiseau géant) les saisit et les emporte.
Le merveilleux instrumental : Aussi appelé "merveilleux scientifique" Apparaissent ici des objets irréalisables à l'époque décrite. Le merveilleux instrumental se rapproche du merveilleux scientifique. Ici, le surnaturel est expliqué d'une manière rationnelle mais à partir de lois que la science contemporaine ne reconnaît pas. Pensons au « magnétisme » qui relève du surnaturel et que l'on retrouve dans le Spectre fiancé, Le Magnétiseur de Hoffmann ou Un fou ? de Maupassant. Néanmoins, s'il préfigure dans une certaine mesure la science fiction, il s'en différencie en ce que les inventions sont vécues comme des éléments extraordinaires.
- Aux frontières du fantastique

Le fantastique-étrange : Des événements qui paraissent surnaturels tout au long de l'histoire, y reçoivent à la fin une explication rationnelle. Le Manuscrit de Saragosse en est un bel exemple. Tous les miracles y sont rationnellement expliqués en fin de récit. Souvent, les hasards, les coïncidences, le rêve, l'influence des drogues, l'illusion des sens, la folie tentent de réduire le surnaturel et permettent de donner une explication rationnelle à un phénomène qui ne l'était pas au départ.
La nouvelle d'Edgar Allan Poe La Chute de la maison Usher illustre un étrange proche du fantastique. La sœur de Roderick Usher se lève de son tombeau, alors qu'elle est censée être morte et se jette dans les bras de son frère. Tous les deux meurent. La maison s'écoule alors. Poe donne une explication rationnelle à la « résurrection » de la sœur : « des crises fréquentes, quoique passagères, d'un caractère presque cataleptique, en étaient les diagnostics très singuliers ».
Chez Poe, on ne trouve pas de contes fantastiques à proprement parler, sauf peut-être les Souvenirs de M. Auguste Bedloe ou le Chat noir. Ses nouvelles relèvent presque toutes de l'étrange et quelques-unes du merveilleux.
Le fantastique-merveilleux : Il se caractérise par l'existence et l'acceptation d'événements surnaturels. La Morte amoureuse de Théophile Gautier en est un bel exemple. Un moine, Romuald, tombe amoureux de Clarimonde et assiste à sa mort. Celle-ci le hante encore dans ses rêves. Il ne mène plus une vie austère, mais vit à Venise avec Clarimonde qui se maintient en vie grâce à son sang, qu'elle vient sucer pendant la nuit. Romuald n'y voit pas une illusion des sens, mais croit en l'intervention du diable. Un autre abbé, Sérapion, viendra apporter la preuve formelle qu'il s'agit bien de l'influence d'un être maléfique. Il ira  déterrer le cercueil de Clarimonde, aussi fraîche que le jour de sa mort, une goutte de sang aux lèvres. Saisi d'une pieuse colère, il jettera de l'eau bénite sur le cadavre qui tombera en poussière.
Véra de Villiers de L'Isle Adam fonctionne également sur ce même principe.

### La poésie et l'allégorie (chapitre 4)
La poésie ne peut être fantastique, même s'il existe des anthologies de poésie fantastique, car elle n'est pas fictive. Elle renvoie de par son étymologie à la création et offre différentes visions du monde en passant par un travail sur le rythme, les sonorités et le discours émotif.
De même, l'utilisation du sens allégorique écarte une interprétation purement fantastique du texte. En effet, l'allégorie implique l'existence d'au moins deux sens pour les mêmes mots, mais le sens littéral doit s'effacer au profit du sens allégorique (figuré). Il n'y a donc plus de place pour l'hésitation propre au fantastique.
Dans Riquet à la houppe, par exemple, Perrault conclut son histoire par une morale symbolique. Le surnaturel n'a plus cours : « Ce que l'on voit dans cet écrit / Est moins un conte en l'air que la vérité même. / Tout est beau dans ce que l'on aime ; / Tout ce qu'on aime à de l'esprit. » Riquet à la houppe est devenu beau aux yeux de la princesse, non parce qu'il s'est transformé physiquement, mais parce que l'amour de la jeune femme l'a transfiguré.
Dans L'homme à la cervelle d'or d'Alphonse Daudet, l'allégorie prédomine également dans l'épilogue. L'homme est obligé tout au long du récit de vendre une partie de sa cervelle pour vivre. Il sait qu'il perd par ce commerce une partie de son intelligence, mais ne peut y remédier. Cette histoire devient fable universelle et illustre symboliquement le destin de nombreux artistes, obligés de « faire du pain de leur intelligence », connaissant les souffrances de l'homme à la cervelle d'or.
Dans La Peau de chagrin de Balzac, le fantastique est tué par l'allégorie qui s'indique indirectement. La peau est une allégorie de la vie et de ses désirs exaucés. Chaque fois qu'un désir est assouvi, la peau se rétracte. Lorsqu'elle est réduite à néant, l'homme qui la détient meurt.
Cette théorie est également développée pour Véra de Villiers de L'Isle Adam, William Wilson de Poe et Le Nez de Gogol.

### Le discours fantastique (chapitre 5)
1. Emploi du discours figuré : Véra n'est autre que le développement au sens propre d'une expression figurée : « L'amour est plus fort que la mort ». Les comparaisons et les métaphores introduisent le surnaturel et le nourrissent. Certaines comparaisons, dans Véra suggèrent la résurrection par exemple.
2. L'énonciation : Le narrateur est souvent utilisé à la 1re personne, cela permet une meilleure identification du lecteur et introduit le doute inhérent au fantastique: dit-il la vérité ? Ment-il ? Est-il fou ? Dans La Vénus d'Ille, si le fantastique-merveilleux apparaît, c'est précisément parce que les indices du surnaturel sont observés par un narrateur archéologue et digne de confiance, tout pénétré des certitudes de la science.
3. La composition : D'après Penzoldt, on observe une gradation dans le discours fantastique qui se caractérise par l'importance de l'effet final. Pensons à la mort du personnage principal dans La Vénus d'Ille que la statue semble avoir tué et qui est amenée peu à peu. La femme de bronze a d'abord un air vivant. Le personnage affirme ensuite qu'elle lui a serré le doigt. À la fin, des marques sont retrouvées sur son corps ainsi que la bague. Sommes-nous en présence d'un pygmalion hallucinant ou la statue s'est réellement animée ? Si cette théorie de la gradation fonctionne pour bon nombre de nouvelles de Poe et pour celle de Mérimée, elle n'est pas généralisable à Maupassant par exemple où la première apparition est souvent le point culminant de la nouvelle.

### Les thèmes du fantastique (chapitres 6 à 9)

#### Introduction (chapitre 6)
Les thèmes du fantastique se définissent comme une perception particulière d'événements étranges qui produisent un effet particulier sur le lecteur : peur, horreur ou simplement curiosité. Ce genre entretient le suspense, la présence d'éléments fantastiques favorise cette tension.
Todorov remet en question la critique thématique, dont le meilleur représentant est J-P Richard. Il poursuit son argumentation en mettant en cause certains théoriciens de la littérature fantastique, tels que Penzoldt ou Roger Caillois qui superposent les thèmes sans leur donner une cohérence interne. Il cite Caillois et ses classes thématiques: le pacte avec le démon (Faust), le spectre condamné à une course désordonnée (Melmoth), la « chose » indéfinissable et invisible, mais qui pèse et qui est présente (Le Horla), les vampires (nombreux exemples), la statue, le mannequin, l'armure, l'automate qui soudain s'animent et acquièrent une redoutable indépendance (La Vénus d'Ille)…
Todorov s'oppose à cette méthode qui vise à classer des thèmes indépendamment les uns des autres. Il explique qu'on ne peut isoler un thème de l'histoire. Les deux sont corrélativement liés. Pour lui, les critiques se sont contentés de dresser des listes d'éléments surnaturels sans réussir à en faire ressortir l'organisation.

#### Les thèmes du «je» (chapitre 7)
Dans Les Mille et Une Nuits, l'histoire du second calender fait ressortir plusieurs thèmes. Le premier est celui de la métamorphose. Un homme se transforme en singe tandis que le génie se métamorphose en vieillard, en lion et en gros scorpion. L'autre thème tient à l'existence même d'êtres surnaturels, tels que le génie et la princesse-magicienne et à leur pouvoir sur la destinée humaine. Ces derniers ont pour fonction, en général, de suppléer à une causalité déficiente. Ils remplacent ce que nous appelons communément le hasard, la chance. Il reprend, pour étayer son argumentation, une phrase d'Erckmann-Chatrian, « Le hasard, qu'est-ce, après tout, sinon l'effet d'une cause qui nous échappe ? » Ce type de récit privilégie le pandéterminisme, c'est-à-dire que tout doit avoir une cause; le recours au surnaturel est habituellement un bon moyen de pouvoir tout expliquer.
Le pandéterminisme se rencontre chez Nerval, dans Aurélia notamment. Rien n'est l'effet du hasard : l'heure à laquelle on est né, le nom de la chambre, tout est chargé de sens. On trouve généralement aussi un effacement des limites entre le physique et le mental. À Nerval d'ajouter : « Mais, selon ma pensée, les événements terrestres étaient liés à ceux du monde invisible. » Pareille rupture des limites entre matière et esprit était considérée, au XIXe siècle, par les psychiatres, comme la première caractéristique de la folie. Le psychotique était défini comme incapable de distinguer le perçu et l'imaginaire. Cette abolition des frontières entre visible et invisible se rencontre aussi chez les humains ayant ingéré de la drogue. Elle a pour conséquence l'effacement des limites entre sujet et objet, le temps est souvent suspendu comme on le déclare au narrateur d'Aurélia : « Le temps est mort : désormais, il n'y aura plus ni années, ni mois, ni heures ». L'espace est également transformé.
En somme, la mise en question de la limite entre matière et esprit engendre plusieurs thèmes : le pandéterminisme, la multiplication de la personnalité (liée à la métamorphose : on est mentalement plusieurs personnes simultanément, on le devient physiquement), la rupture de la limite entre sujet et objet, la transformation du temps et de l'espace. On remarque qu'il existe une correspondance entre les thèmes fantastiques et les catégories qui servent à définir le monde du drogué, du psychotique ou du jeune enfant (théorie de Piaget), c'est pourquoi le titre Les thèmes du « je » a été retenu.

#### Les thèmes du «tu» (chapitre 8)
Un des premiers thèmes explorés par Todorov, concernant les thèmes du « tu » est la sexualité. Louis Lambert de Balzac ou Le Club des hachichins de Gautier sont cités pour illustrer cet élan d'une puissance insoupçonnée. Le désir sexuel exerce sur Ambrosio, le héros du Moine de Lewis, une emprise exceptionnelle. Son intensité est parfois trop grande et conduit à certaines dérives comme le viol manqué d'Antonia : « Son cœur lui battait dans la bouche, tandis que de l'œil il dévorait ces formes qui allaient bientôt être sa proie (…). Il éprouva un désir vif et rapide qui l'enflamma jusqu'à la frénésie. » Le désir est généralement incarné par la figure surnaturelle du  « diable », synonyme de « libido ». La séduisante Mathilde, dans Le Moine est « un esprit secondaire, mais malin », serviteur fidèle de Lucifer.
La littérature fantastique explore tous les interdits liés à la sexualité, elle brise les tabous en faisant intervenir le surnaturel. L'inceste constitue une de ces variétés les plus fréquentes. Pensons à Peau d'âne de Perrault, au père criminel, amoureux de sa fille, mais aussi à « l'histoire du premier calender » dans Les Mille et une nuits qui rapporte l'amour entre un frère et une sœur. Dans Le Moine, Ambrosio tombe amoureux de sa propre sœur Antonia, la viole et la tue après avoir assassiné leur mère.
L'homosexualité est une autre variété d'amour charnel. Dans Vathek de Beckford, la relation entre Alasi et Firouz est homosexuelle, même si plus tard on découvrira que le prince Firouz n'est autre que la princesse Firouzah. L'ambiguïté sur le sexe de la personne est très prisée de la littérature fantastique.
L'amour à trois ou plus de trois est une troisième variété du désir. Dans le « troisième calender », ce dernier vit avec ses quarante femmes. Dans une scène du Manuscrit trouvé à Saragosse, on a vu Hervas au lit avec trois femmes, la mère et ses deux filles.
La joie sadique est également mise en scène dans Le Manuscrit avec la princesse de Mont-Salerno qui raconte comment elle se plaisait « à mettre la soumission de [ses] femmes à toutes sortes d'épreuves (…). [Elle] les punissait soit en les pinçant, soit en leur enfonçant des épingles dans les bras et les cuisses. » Il en va de même dans Vathek où Carathis se plaisait à donner des dîners fameux avec d'exquises femmes et au moment où la joie était à son comble, elle faisait couler des vipères sous la table et vidait des pots remplis de scorpions.
On passe ensuite de la cruauté à la mort. Chez Perrault, par exemple, s'établit une équivalence entre l'amour sexuel et la mise à mort. Dans Le Petit Chaperon rouge, se mettre au lit avec une personne du sexe opposé, équivaut à « être mangé, périr ». Dans La Morte amoureuse de Gautier, le prêtre éprouve un désir sensuel pour le corps mort de Clarimonde. La nécrophilie va souvent de pair avec le vampirisme. En effet, Romuald découvre bientôt que Clarimonde n'est autre qu'un vampire qui se nourrit de son sang. Il l'aime pourtant et lui aurait donné tout le sang dont elle avait besoin si l'abbé Sérapion ne l'avait réduite à néant. L'intervention du surnaturel permet généralement d'éviter la censure et de ne pas trop choquer le lecteur, plongé dans des pulsions souvent immorales et transgressives.
Les thèmes du « tu » sont particulièrement liés au désir sexuel à ses formes excessives, interdites et perverses. L'auteur explique alors ce qui a motivé la partition des thèmes du fantastique entre les thèmes du "je" et les thèmes du "tu", avec un vocabulaire freudien : il rattache les premiers à une altération de ce qui structure le rapport du personnage-narrateur et du monde (se rapprochant ainsi dans les définitions aux psychoses et au stade de l'enfance avant l'acquisition du langage) et le second à une altération des rapports du personnage-narrateur avec sa libido (se rapprochant donc des névroses et des perversions). La motivation de cette partition est que les deux thèmes ne se rencontrent jamais en même temps dans la littérature fantastique.

### Littérature et fantastique (chapitre 10)
Après avoir essayé d'analyser les structures du fantastique, Todorov s'intéresse à ses fonctions : pourquoi le fantastique ? 
La littérature fantastique permet de franchir certaines limites, d'aborder des thèmes interdits. Mais grâce à l'intervention du diable, les déchaînements sexuels sont mieux acceptés par toute espèce de censure. « La fonction du surnaturel est de soustraire le texte à l'action de la loi et par là même de la trangresser. » Si le réseau des thèmes du « tu » relève directement de la censure et des tabous, il en va de même des thèmes du « je » qui renvoient à la folie. Tandis que le pervers est emprisonné, le schizophrène connaît une autre forme d'enfermement : la maison de santé.
Par ailleurs, il y a un lien entre les thèmes du fantastique et les recherches psychologiques. Si la littérature fantastique admet le pandéterminisme, la psychanalyse reconnaît précisément ce même déterminisme sans faille : « Dans la vie psychique, il n'y a rien d'arbitraire, d'indéterminé », écrit Freud dans Psychopathologie de la vie quotidienne.
La littérature fantastique reprend cette opposition, propre à la littérature en général, entre réel et irréel. Elle part généralement de faits qui semblent réels pour aller vers le surnaturel, en crescendo. Pourtant, ce schéma n'est pas propre à l'ensemble des œuvres de ce genre. Dans La Métamorphose de Kafka, on assiste au passage du surnaturel dans la toute première ligne du texte « Au matin, au sortir d'un rêve agité, Grégoire Samsa s'éveilla transformé dans son lit en une véritable vermine » à celui du naturel : personne ne semble s'étonner de cette métamorphose, même pas les membres de sa famille. Apparaît alors ce que Freud nomme « l'inquiétante étrangeté ». La transformation apparaît bien comme un événement choquant, impossible, qui pourtant finit par devenir possible, et même naturel, paradoxalement.
En conclusion, l'œuvre de Kafka, comme le souligne Maurice Blanchot dans Kafka et la littérature, met en scène la contradiction inhérente à la littérature même, l'antithèse entre le verbal et le transverbal, entre le réel et l'irréel. Le fantastique se veut le miroir de ce doute, de cette formidable hésitation entre visible et invisible, entre matière et esprit.

## Réflexions théoriques sur la démarche de l'auteur
Dans l'ensemble de l'ouvrage, Todorov, au fur et à mesure, commente et explique sa démarche critique en tant que « poéticien » en commençant dès le premier chapitre avec une réflexion sur la manière de définir ce qu'est un genre littéraire. De la même manière, la recherche sur les thèmes du genre fantastique sont l'occasion pour l'auteur d'expliquer la méthode qu'il a voulu suivre ainsi que les difficultés face auxquelles il a été confronté. Il cherche à s'éloigner de la critique thématique d'influence jungienne et bachelardienne et cherche à déterminer quelle peut être la place de l'analyse thématique dans la poétique, c'est-à-dire la théorie sur le fonctionnement d'un texte en tant que machine sémantique. Il craint dans la critique thématique telle qu'elle est faite par les penseurs de l'École de Genève son manque d'exhaustivité et son incapacité à réfléchir sur la littérature en général. Il prend l'exemple de J-P. Richard dans Poésie et profondeur qui traite de Nerval, Baudelaire, Rimbaud et Verlaine séparément et qui développe des thèmes qui peuvent sembler arbitraires tout en ayant une approche sensualiste qui n'aborderait qu'un seul aspect des œuvres commentées,.